# 托米·弗利特伍德
托米·弗利特伍德（英語：Tommy Fleetwood；1991年1月19日—）是一位英格蘭高爾夫球運動員，參加高爾夫歐洲巡迴賽的賽事。弗利特伍德在2010年成為職業高爾夫球手，並且已經贏得過5次歐巡賽冠軍。並在2024年夏季奧運會上獲得男子個人銀牌。

## 職業生涯
弗利特伍德出生在默西賽德郡紹斯波特。他在業餘球手時期就表現出色，獲得了2009年蘇格蘭業餘比桿賽的冠軍和2010年英格蘭業餘賽冠軍，並獲得2008年業餘錦標賽、2010年新南威爾斯業餘賽、2010年西班牙業餘賽、2010年歐洲業餘賽的亞軍。他在2009年代表英國和愛爾蘭參加了沃克盃。他曾在The R&A的世界業餘高爾夫球手排名上排名第三。
2010年7月，弗利特伍德在英格蘭挑戰賽獲得亞軍。他在八月初的英格蘭業餘賽上奪冠，並之後成為職業球手。他參加的首個職業賽事是歐巡賽的捷克公開賽，首次參賽排名並列第67位。2011年9月，他在哈薩克公開賽獲得了自己的首個挑戰巡迴賽冠軍，並因此獲得2012年歐洲巡迴賽參賽權。
弗利特伍德在自己的首個歐巡賽賽季開局平平，但在秋季之後表現有所上升。在南非公開賽獲得第十名之後他得以維持下個賽季的參賽權。
2013年8月，弗利特伍德在強尼·沃克錦標賽獲得了自己的首個歐巡賽冠軍。這場比賽是通過附加賽才決出冠軍，弗利特伍德在附加賽首洞以一個小鳥球奪冠。2015年5月22日，弗利特伍德在BMW PGA錦標賽的一個五桿洞打出了兩杆進洞。
2017年，弗利特伍德表現出色。弗利特伍德在一月時贏得了阿布達比匯豐錦標賽冠軍。他在最後一輪打出67桿的成績，一桿領先達斯汀·約翰遜和保羅·拉拉查保。弗利特伍德在三月的WGC墨西哥錦標賽獲得亞軍。在深圳國際賽也打入附加賽，但最後不敵本德·維斯伯格。弗利特伍德六月在美國公開賽上獲得第四位。在七月時，弗利特伍德戰勝彼得·尤萊恩，獲得法國高爾夫公開賽的冠軍。弗利特伍德的世界排名也從年初的99位上升到年中的世界前20位。

## 歐巡賽冠軍
| 次數 | 日期          | 賽事               | 成績                  | 領先桿數 | 亞軍                            |
| ---- | ------------- | ------------------ | --------------------- | -------- | ------------------------------- |
| 1    | 2013年8月25日 | 強尼·沃克錦標賽    | −18 (68-65-67-70=270) | 附加賽   | 斯蒂芬·加拉徹、 里卡多·岡薩雷斯 |
| 2    | 2017年1月22日 | 阿布達比匯豐錦標賽 | −17 (67-67-70-67=271) | 1桿      | 達斯汀·約翰遜 保羅·拉拉查保     |
| 3    | 2017年7月2日  | 法國高爾夫公開賽   | −12 (67-68-71-66=272) | 1桿      | 彼得·尤萊恩                     |